# Asthenes harterti
Asthenes harterti là một loài chim trong họ Furnariidae.